# ディミトリオス・ロウンドラス
ディミトリオス・ロウンドラス（Dimitrios Loundras、希: Δημήτριος Λούνδρας 、1885年9月4日 - 1970年2月15日）は、ギリシャの元体操選手である。彼は、1896年に開催されたアテネオリンピックの体操競技平行棒団体で銅メダルを獲得した。

## 経歴
ロウンドラスは、アテネオリンピックで実施された体操競技のうち、平行棒団体競技に所属クラブEthnikos GS （en:Ethnikos Gymnastikos Syllogos）代表チームの一員として出場した。チームは3位に入り、銅メダルを獲得することとなった。
アテネオリンピック出場当時のロウンドラスの年齢は10歳と218日であり、これは近代オリンピック史上で最年少のメダリスト及び最年少での参加記録とみなされている。
ロウンドラスはその後、1905年に海軍士官学校を卒業してギリシャ軍に入隊した。バルカン戦争及び2度の世界大戦を戦い抜いて海軍大将にまで昇進し、1970年に没した。なお、彼は1924年から1932年の間と1949年から1960年の間の2回にわたって、ギリシャオリンピック委員会のメンバーを務めている。